# Armagnacs

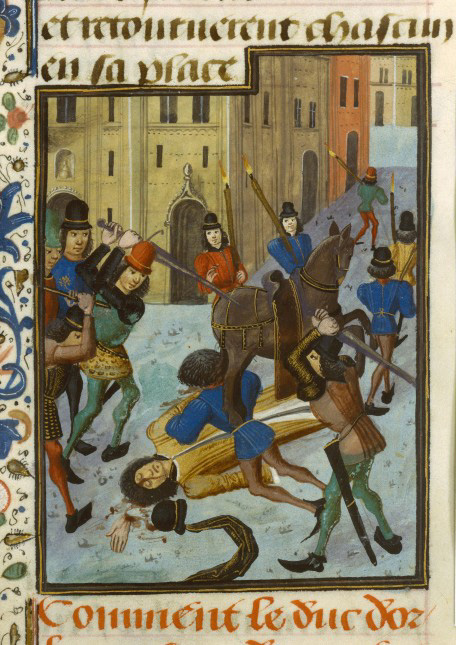
De moord op Lodewijk van Orléans

De Armagnacs waren in de binnenlandse twisten in Frankrijk tijdens de Honderdjarige Oorlog de aanhangers van de vermoorde Lodewijk I van Orléans.  

Nadat Jan zonder Vrees, de hertog van Bourgondië, Lodewijk I van Orléans had laten vermoorden, werd zijn zoon Karel van Orléans hoofd van de factie van edelen die zich verzetten tegen de Engelse en Bourgondische overheersing van Frankrijk. Zij waren gekant tegen de Bourguignons, die onder leiding stonden van Jan zonder Vrees en vervolgens Filips de Goede. Inzet van de strijd was de vraag wie het regentschap zou moeten voeren voor de geesteszieke koning Karel VI. Deze binnenlandse twisten worden wel omschreven als de burgeroorlog tussen Armagnacs en Bourguignons.

Wapen van Armagnacs.

Karel van Orléans  was te jong om leiding te geven en was na de Slag bij Azincourt twintig jaar lang een gevangene van de Engelsen. De daadwerkelijke leider was de connétable Bernard VII van Armagnac, zijn schoonvader. De naam Armagnacs verwijst naar hem. Toen Bernard VII in 1418 door de Bourguignons werd vermoord nam de dauphin, de latere koning Karel VII, de leiding over.
De naam Armagnacs wordt ook gebruikt voor voormalige huurlingen van Bernard VII die na het eind van de burgeroorlog in het zuiden van Frankrijk dood en verderf zaaiden.